# Anticlea callidaria
Anticlea callidaria là một loài bướm đêm trong họ Geometridae.